# Râul Radna
Râul Radna este un curs de apă, afluent al râului Mureș. 